# Johannes Conradus de Kock
Johannes Conradus de Kock of Jean Conrad de Kock (Heusden, 26 januari 1756 – Parijs, 24 maart 1794) was een Nederlands grootgrondbezitter, advocaat, bankier en publicist die in Frankrijk onder de guillotine aan zijn einde kwam als goede vriend van Jacques-René Hébert, beschuldigd van samenzwering en heulen met de overgelopen generaal Charles-François Dumouriez.

## Biografie

### Jonge jaren
De Kock was lid van de familie De Kock en een zoon van Govert de Kock (1724-1800), onder andere president-burgemeester van Heusden. Na zijn studie rechten werd hij advocaat in de vestingstad. Hij verdedigde in april 1785 de redacteur Jan Hespe, die door Joachim Rendorp was aangeklaagd. De veroordeling tot water en brood leidde volgens Willem Bilderdijk tot een breuk tussen de aristocraten en democraten. Sommige aristocraten en republikeinen helden over naar de stadhouderlijke partij. De Kock zag dat als een bedreiging voor de democratisch patriotten, die bij benoemingen meer invloed van het volk en minder invloed van de stadhouder voorstonden. In juni 1785 was hij betrokken bij het opstellen van de Acte van Verbintenis tussen ontevreden patriotten uit Holland, Utrecht, Brabant, Zwolle en Gelderland. In de stad Heusden werden zij, 89 in getal, ontvangen door de 29-jarige Johannes Coenradus Kock, secretaris van het exercitiegenootschap 'De Eendracht' te Gorinchem. Onder de aanwezigen bevond zich de advocaat en latere staatsgreeppleger Herman Willem Daendels en Jan van Hooff. Daarnaast speelde de doopsgezinde voorganger François Adriaan van der Kemp als honorair lid van de schutterij van Heusden een niet onaanzienlijk rol.
In 1786 kreeg De Kock de hoge functie van pensionaris van Wijk bij Duurstede. Op 5 juli 1787 werd Wijk bij Duurstede ingenomen door het Staatse leger. In juli 1787 stond hij op een lijst om als afgezant van de vrijkorpsen en excercitiegenootschappen, die door de patriotten waren opgezet, naar Parijs te worden gezonden. Het revolutionaire bewind in Frankrijk ondersteunde de patriotten.

### Uitwijk naar Parijs
In 1787 vluchtte De Kock naar Frankrijk met vrouw en twee zonen Hendrik Merkus en Johannes Petrus; drie dochters liet hij achter bij een van zijn zusters. Op 31 december 1789 stierf zijn vrouw; De Kock huwde een jaar later met Anna Maria Kirschberger (†1854), weduwe van Claude Perret, een rijke Zwitserse uit Bazel. Eind 1790 kocht hij zich voor 2/3 in bij een bank en werd commissionair van Franse effecten voor de Nederlanders. Op 10 augustus 1792, na de Bestorming van de Tuilerieën in Parijs zag hij dat de bourgeoisie aan zet was. De Kock woonde inmiddels niet ver van het Palais-Royal.
Op 22 oktober werd het Bataafs Revolutionair Comité opgericht. Het comité bestreed iedere vorm van federalisme. In november 1792 steunde De Kock Court Lambertus van Beyma over de uitkeringen aan de vluchtelingen en raakte betrokken bij de financiële organisatie van het Bataafs Legioen.
De Franse legers onder bevel van Dumouriez bevonden zich inmiddels in de Oostenrijkse Nederlanden en rukten verder naar het noorden op. De Graaf de Mirabeau had gewezen op de patriottische gezindheid van Heusden en Dumouriez nam het stadje op in zijn aanvalsplan. In januari 1793 sprak De Kock zich uit voor gelijkheid, zijn stokpaardje, gebaseerd op en vergezeld van citaten uit de Bijbel. Hij verhaalde over een kostschoolhouder uit Vlissingen, die zijn kind met de namen Vrijheid en Gelijkheid had willen laten dopen, maar wat niet werd toegestaan. De Kock sprak zich uit voor de doodstraf van Louis Capet, de ex-koning Lodewijk XVI in twee door hem uitgegeven pamfletten, De Gemeene Man aan het Gemeene Volk van Nederland, waarin ook tot opstand in de Republiek der Zeven Verenigde Nederlanden werd opgeroepen.
In februari 1793 bezetten de Franse troepen Breda, maar werden teruggedreven door het Staatse leger. Op 20 februari verscheen De Kock op een vergadering van het dorpsbestuur van Princenhage. Dumouriez liep over naar Oostenrijk en op 18 april 1793 bevond De Kock zich in Rijsel. Hij keerde onverrichter zake terug naar Passy bij Parijs, waar hij een opzichtig buitenverblijf bezat. Door de val van de girondijnen verloor het Comité haar toegang tot de Franse regering. In die tijd leerde hij zijn buurman Hébert beter kennen, met wie hij en zijn vrouw vervolgens dagelijks optrok.
De Kock trad terug uit de bank op 1 januari 1794, toen het driejarig contract afliep.

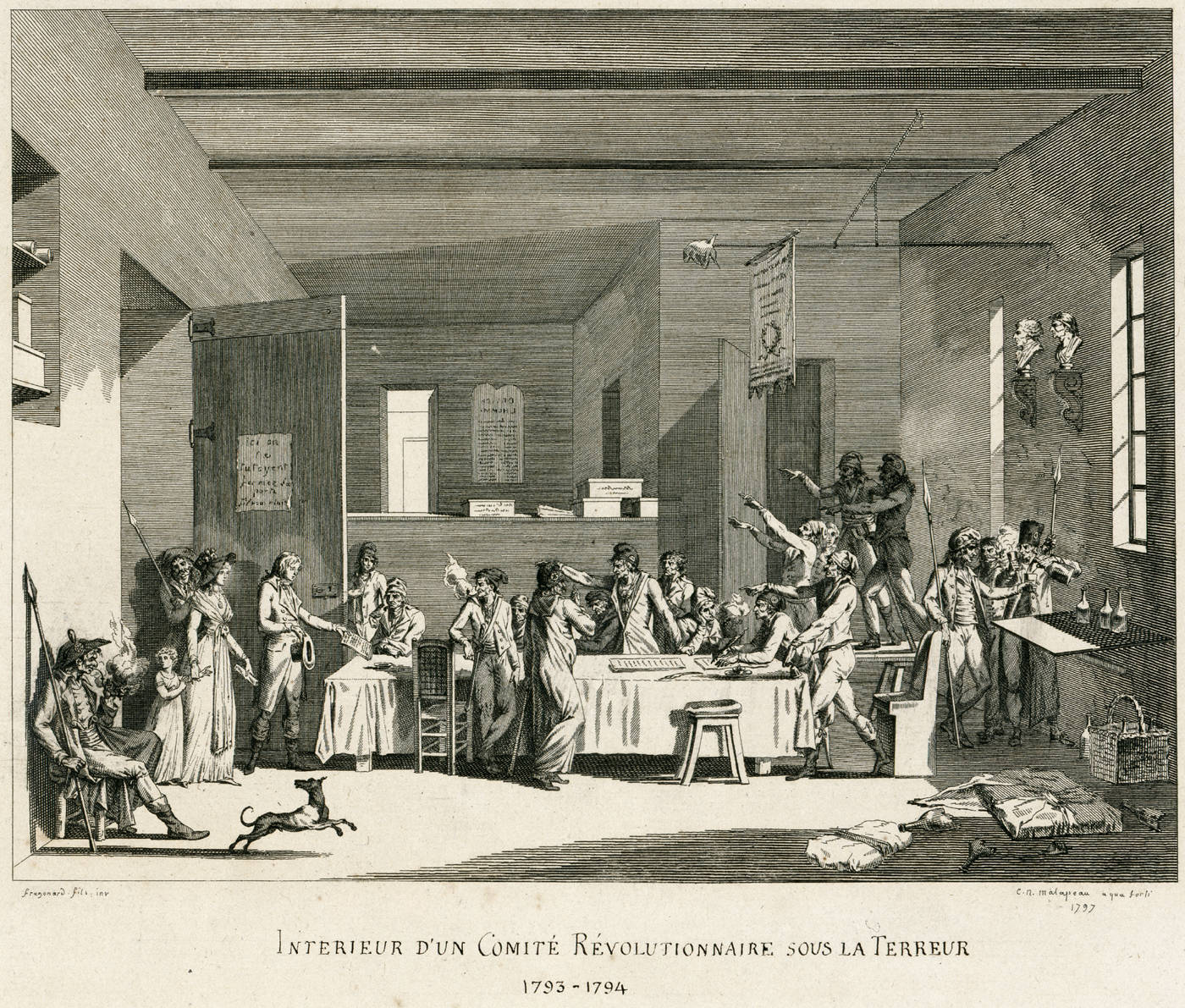
Het Comité revolutionnaire

Half maart 1794 greep het Comité de salut public in. De Kock zou een agent zijn van William Pitt of een poging hebben gedaan om de gevangenen te bevrijden. Op 14 maart werd De Kock in hechtenis genomen en naar de Conciergerie gebracht. Op 19 maart werd de aanklacht opgesteld. Op 21 maart begon het proces. Op 24 maart is een twintigtal radicale cordeliers naar het schavot gevoerd, waaronder Hébert, Anacharsis Cloots en De Kock, beschuldigd van een samenzwering. De Kock had zijn huis geleend "...tot het houden van bijeenkomsten, waarop, bij het aanrigten van vrolijke maaltijden, plannen werden gesmeed ten verderve van het toenmalig regerings-bestuur." Cloots werd beschuldigd van het speculeren op een waardedaling van de assignaten, het zogenaamde short gaan. Hébert werd voor het laatst bewaard en viel regelmatig flauw op weg naar het schavot.
Daags na de executie kwam een ambtenaar van de fiscus in de woning te Passy, waar de jonge weduwe en een kind van tien maanden door twee sansculotten bewaakt werden, inventaris maken. De waarde van de inboedel werd geraamd op 62.085 frank. Het zilver en de juwelen werden niet geschat, maar rechtstreeks overgebracht naar het hoofdbureau. Alles werd verbeurd verklaard. Het enige wat de weduwe overhield was een miniatuurportret van haar echtgenoot, dat zij tussen haar kleren had weten te verbergen. De weduwe moest haar benodigde meubilair terugkopen en het daarvoor benodigde geld lenen volgens de openbare aanklager. De glimlach van haar kleine zoontje Charles-Paul redde hun leven. Drie maanden later werd Robespierre geëxecuteerd; daarmee kwam een einde aan het Schrikbewind.
Jean Conrad de Kock was de vader van Hendrik Merkus de Kock, minister van Buitenlandse Zaken en gouverneur-generaal van Nederlands-Indië. Uit zijn tweede huwelijk werd hij de vader van de schrijver Charles-Paul de Kock, een populaire Franse romanschrijver.